# Mitja Fomin
Mitja Fomin (in russo Митя Фомин?), pseudonimo di Dmitrij Anatol'evič Fomin (in russo Дмитрий Анатольевич Фомин?; Novosibirsk, 17 gennaio 1974), è un cantante, danzatore e produttore discografico russo.
Vincitore del premio russo Zolotoj grammofon (grammofono d'oro) e del festival Pesnja goda. Dal 1998 al 2009 ha fatto parte della pop band russa Hi-Fi.

## Biografia
È nato il 17 gennaio 1974 a Novosibirsk. Suo padre Anatolij era professore dell'istituto di comunicazione, mentre sua madre era ingegnere. Riguardo ai suoi genitori, Mitya ha detto:
La sorella Svetlana, dopo la laurea, ha lavorato in un gruppo di musica antica, e si è trasferita in Italia con il marito, anche lui cantante.

Sentendolo parlare si può pensare che Dmitrij abbia sempre saputo chi sarebbe diventato: da bambino, infatti, giocava a fare l'artista, cantando con il karaoke brani pop e rock. Dopo aver finito il liceo Dmitrij si è iscritto alla facoltà di medicina di Novosibirsk. Più tardi durante un'intervista afferma:
Tuttavia, appena inizia a studiare, Mitya si concede un inaspettato periodo sabbatico, giungendo in Gran Bretagna dai suoi amici inglesi. Sia in Inghilterra che successivamente negli Stati Uniti Dmitrij accettava qualsiasi lavoro gli venisse offerto per guadagnarsi da vivere, e contemporaneamente studiava la lingua inglese.
Durante quel periodo si avvicinò al teatro musicale, iniziando a scrivere musica. Un anno dopo Mitya torna in Russia più maturo, pur essendo convinto che negli Stati Uniti vi siano le migliori occasioni per esprimere il proprio talento.. Dmitrij ha continuato a studiare medicina, però capiva che non era la sua strada. Poche settimane prima degli esami, Mitya decide di partire per Mosca, per iniziare completamente "da zero", al fine di far avverare il suo sogno - frequentare l'università teatrale.
Mitya supera con successo la prima fase di esami in diverse università. La sua sembra una vita che ricorda i film d'azione: torna a Novosibirsk, supera gli esami di stato, si laurea in pediatria, e il giorno dopo torna a Mosca e si iscrive al VGIK, istituto operante nel campo della recitazione, dove al concorso si selezionavano solo 70 allievi. Questa azione ha sorpreso persino il professore del VGIK, Alessio Balatov, il quale ha ricordato in un'intervista l'iscrizione di Mitya Fomin.
Vivendo a Mosca, Mitya incontra presto i suoi vecchi amici di Novosibirsk, il produttore Eric Chanturia e il compositore Paolo Esenin, che gli offrono il ruolo di solista del nuovo progetto musicale, sotto il nome di Hi-Fi.

### Gruppo Hi-Fi

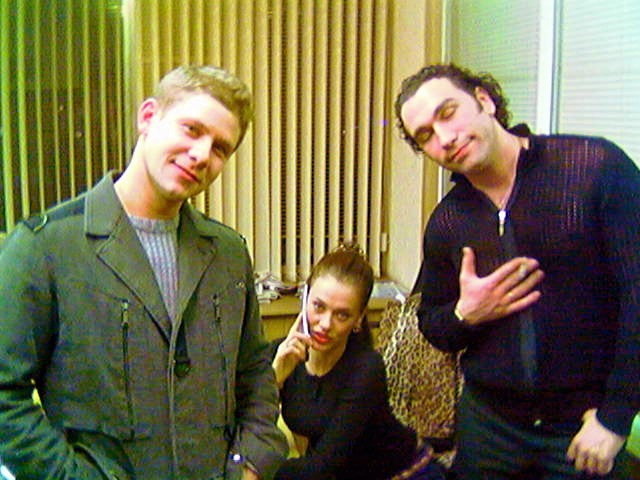
Мitya Fomin nella formazione del gruppo Hi-Fi

Il 2 agosto 1998 è il giorno ufficiale della fondazione del gruppo Hi-Fi. Le canzoni "Ne dano" e "Besprizornik" dall'album di debutto del gruppo "Perviy kontakt" raggiungono in poco tempo le prime posizioni nella hit parade russa. L'inizio strabiliante della sua carriera musicale, e i tanti concerti, spingono Dmitrij di lasciare l'accademia d'arte VGIK. La carriera del cantante nel gruppo dura per 10 anni. In questo periodo la band ha pubblicato quattro album e registrato canzoni famose, come "Glupye lyudi", "A my lyubili", "Sed'moy lepestok", "My ne angely" . Tale successo spinge la banda a tenere diversi concerti per tutta la Russia..
Alla fine del 2008 Dmitrij prende la decisione di lasciare il gruppo Hi-Fi, in quanto sente la necessità di cantare come solista. Quando ancora era il membro del gruppo, Dmitrij aveva iniziato a lavorare con altri autori, a registrare canzoni, per prepararsi alla carriera di solista. Il 1º gennaio 2009 il contratto con il gruppo Hi-Fi si conclude.
Dopo due mesi dalla rottura con la band, Dmitrij forma un proprio team, registra canzoni e tiene concerti, ma comprende che senza un buon produttore sarebbe stato difficile scalare le classifiche nazionali e arrivare al successo.
Il 1º marzo 2009 inizia ufficialmente la collaborazione con il produttore Maxim Fadeev. Il produttore estrapola da tutto il materiale di Dmitrij la canzone "Dve zemli", che alla fine di marzo esce in anteprima su "Russkoe Radio" alla quale segue poco dopo il videoclip, girato dal giovane regista Eugenio Kuritsin sotto la supervisione dello stesso produttore. Il video raggiunge la prima posizione nella "Russkaya desyatka" su MTV Russia. La collaborazione tra Fomin e Fadeev continua per sei mesi, e il 1º settembre, di comune accordo con il produttore, Dmitrij smette di collaborare.
Nel gennaio 2010 esce il secondo singolo del cantante, "Vot i vsyo". In 7 mesi la canzone viene suonata nelle diverse radio del paese più di 350 000 volte restando per 19 settimane nella principale hit-parade del paese, la "Zolotoy Grammofon", arrivando alla seconda posizione della classifica.
Il 14 giugno 2010 esce il terzo singolo di Mitya, "Vsyo budet horosho" (versione inglese "Ok!", anche in airplay radiofonico). La canzone viene proposta su "Russkoe Radio", "Europa Plus", "Hit FM" e su altre radio, salendo fino alla terza posizione nella classifica dell'airplay russo. Grazie a tale successo riceve il premio musicale nazionale "Zolotoy Grammofon", anche per essere stata 22 settimane in classifica. Il videoclip vede il debutto del cantante come regista e viene girato sul mare Mediterraneo nelle acque delle isole greche. Al video partecipa anche il rapper StuFF.
Nell'estate del 2010 pubblica il suo primo l'album: "Tak budet". L'album riceve dai critici recensioni contraddittorie. Viene anche descritto come "ritmico, relax, chillout, ambient, leggero dance. Il cantante agisce secondo la musicalità del gruppo Hi-Fi, senza lasciarsi influenzare da stili estremi".
Nell'ottobre 2010 viene girato il videoclip per la canzone "Perezimuem", con Mitya sempre alla regia. La canzone raggiunge la 14ª posizione nella classifica dell'hit parade russa.
La fine del marzo 2011 vede la pubblicazione del suo quinto singolo: "Ogni bol'shogo goroda (Paninaro)" - con la partecipazione della band pop britannica, Pet Shop Boys (il brano è un remake del loro Paninaro '95). Il video viene girato a San Pietroburgo e a Cuba nella città dell'Avana. Regista del video è stato lo stesso Mitya. Il videoclip giunge in prima posizione in "Russian chart" del canale "Muz-TV", mentre la canzone riceve il premio musicale nazionale "Zolotoy Grammofon" grazie alla sua permanenza in classifica per ben 27 settimane.
Nel luglio 2011 viene girata a Hong Kong la prima parte del video "Ne maneken" insieme alla cantante russa Cristina Orsa. Il resto viene girato a Mosca. Questo video venne diretto dal gruppo professionale Marat Adeshin e vede la sua pubblicazione nel mese di ottobre 2011. Secondo l'artista, il video della canzone "Ne maneken" fu il più costoso di tutta la sua carriera.
Il 21 ottobre 2011 esce il singolo "Sadovnik", la cui anteprima è andata in onda su "Russkoe Radio" e il cui video è stato girato nella capitale dell'Abcasia. Il 17 novembre 2011 ha visto a Minsk presso il Circo di Stato della Bielorussia l'anteprima del nuovo progetto dell'artista, lo spettacolo musicale "Vsyo budet horosho".

## Discografia

### Solista

#### Album in studio
- 2010 – Tak budet
- 2013 – Naglyj angel
- 2016 – Zavtra budet vsë po-drugomu

#### Singoli
- 2009 – Dve zemli
- 2010 – Vot i vsë
- 2010 – Vsë budet chorošo
- 2010 – Perezimuem
- 2011 – Ogni bol'šogo goroda (Paninaro)
- 2011 – Ne maneken
- 2011 – Sadovnik
- 2012 – Chorošaja pesnja
- 2012 – Vostočnyj ėkspress

## Filmografia
- Stėp baj stėp (2011)

## Riconoscimenti
| Anno | Premio                | Lavoro proposto                    | Categoria               | Risultato   |
| ---- | --------------------- | ---------------------------------- | ----------------------- | ----------- |
| 2010 | Zolotoy Grammofon     | «Vsyo budet horosho»               | Canzone                 | Vincita     |
| 2010 | Bog Efira             | «Vot i vsyo»                       | Radio hit               | Nominazione |
| 2010 | Pesnya Goda           | «Vsyo budet horosho»               | Vincitore del festival  | Vincita     |
| 2011 | Premio Muz-TV         | Mitya Fomin                        | Nuovo artista dell'anno | Nominazione |
| 2011 | Fashion People Awards | Mitya Fomin                        | Nuovo artista fashion   | Vincita     |
| 2011 | Premio RU.TV          | «Vsyo budet horosho»               | Miglior suoneria        | Nominazione |
| 2011 | Premio RU.TV          | Mitya Fomin                        | Il vero arrivo          | Vincita     |
| 2011 | Zolotoy Grammofon     | «Ogni bol'shogo goroda (Paninaro)» | Canzone                 | Vincita     |
| 2011 | OE Video Music Awards | «Ogni bol'shogo goroda (Paninaro)» | Nuovo artista dell'anno | Nominazione |